# Саґамська затока

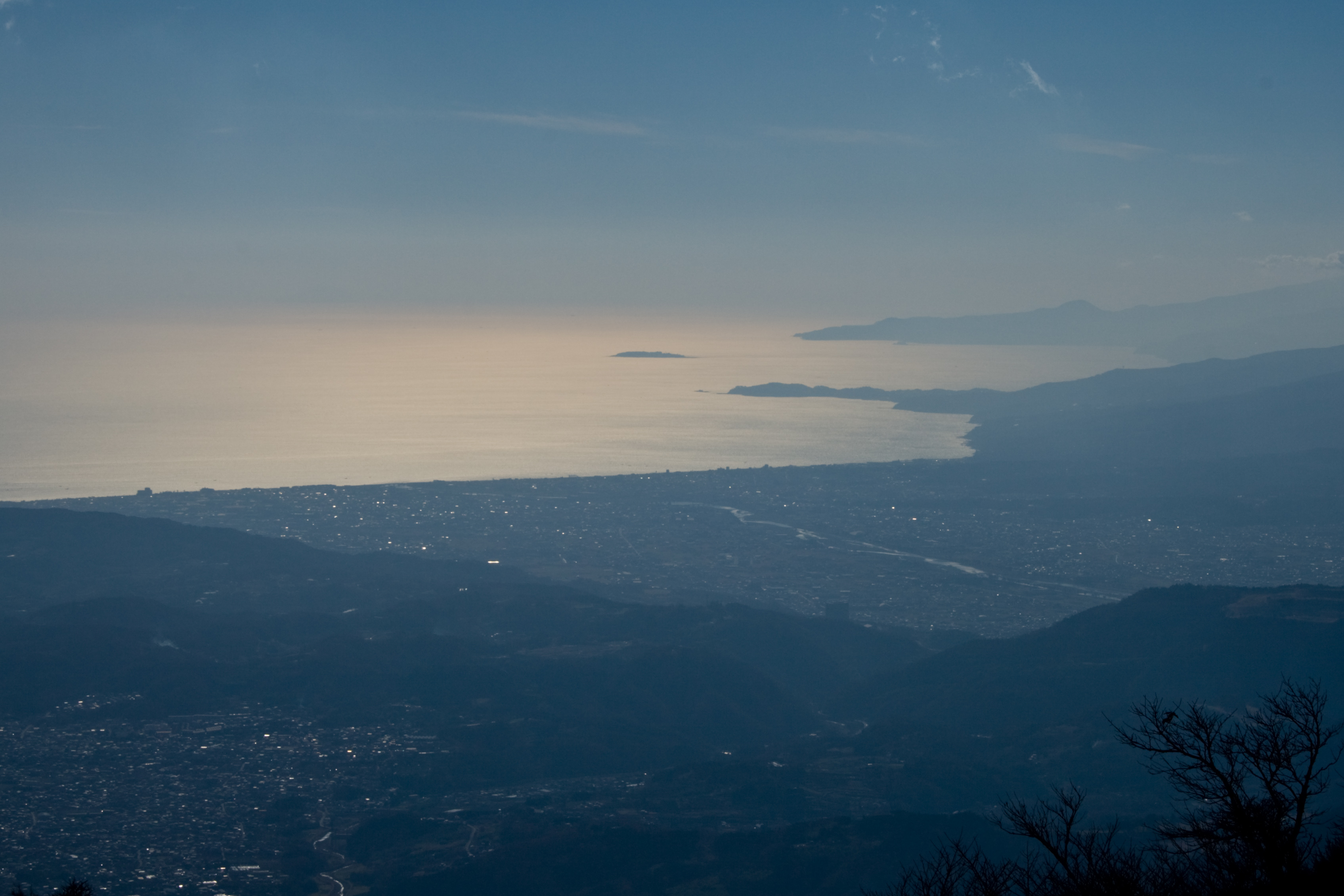
Мис Манадзуру.

Саґа́мська зато́ка　або зато́ка Саґа́мі (яп. 相模湾, さがみわん, МФА: [sagamʲi waɴ]) — затока в східній Японії, на півдні регіону Канто, в префектурі Канаґава. Ділянка моря, обмежена уявною лінією від мису Манадзуру на заході префектури до Замкового острова на південному краю півострова Міура. Глибина затоки коливається від 1000 до 1200 м. Дно порізане, скелясте.